# Filmmagie
Filmmagie is een Belgisch maandblad met (inter)nationaal filmnieuws, recensies, interviews, personalia, nieuwe series en dvd's. Het wordt uitgegeven door een gelijknamige vereniging zonder winstoogmerk.

## Geschiedenis
In 1932 stond Vlaamse dominicaan Felix Morlion (1904-1987) mee aan de basis van de Katholieke Filmliga (KFL) (Ligue Catholqiue du Film - LCF). De oprichting van deze tweetalige katholieke vereniging lag in de lijn van de Katholieke Actie die door paus Pius XI was geïnitieerd. Morlion beschouwde film als een zeer belangrijke cultuuraangelegenheid en schreef daarom dat de gelovigen de Vlaamse filmwereld onder hun controle moesten brengen door de oprichting van een documentatiebureau dat de morele, artistieke en populaire waarde van de films moest aangeven. De vereniging verzamelde archiefmateriaal, stond aan de basis van een netwerk filmclubs en bezorgde verschillende media filmfiches met ook morele quoteringen.
In 1956 werd het eigen tijdschrift Film & Televisie gelanceerd (Franstalig: "Amis du Film et de la T.V.") met stukken van onder meer Maria Rosseels, Jos Burvenich, Ivo Nelissen, Dirk Lauwaert, Leo Mees, Gaston Weemaes en de latere cineasten Harry Kümel, Eric de Kuyper en Robbe De Hert. In de jaren 1960 werd het blad pluralistischer en stond de redactie in voor suggestie qua leeftijd per film. Naast de filmactualiteit was er ook nood aan een diepgravender cinefiele beeldanalyse. Dit kreeg vanaf 1962 een plaats in de meer academische publicatie Cedoc-film dat later werd hernoemd tot Mediafilm.
In de jaren 1990 werd de tweetalige werking stopgezet. In 1998 werd Medialfilm omgedoopt tot CineMagie, een driemaandelijke studietijdschrift rond film en beeldcultuur en het maandblad tot FILM|TV|DVD. In 2003 herdoopte de organisatie zich naar aanleiding van haar 75-jarig bestaan tot FilmMagie vzw. Het archief van de Katholieke Filmliga wordt bewaard in het KADOC (Katholiek Documentatie- en Onderzoekscentrum). Vanaf 2004 was E.H. Patrick Perquy (1942-2018) algemeen aalmoezenier van de vereniging. In 2006 werd het maandblad hernoemd tot Filmmagie. 
In 2012 besliste cultuurminister Joke Schauvliege om de subsidie stop te zetten. De redactie werkte verder maar moest eind 2013 de publicatie van CineMagie stopzetten. De Vlaamse overheid investeerde wel in een nieuw gratis filmblad Vertigo met veel reclame. Filmmagie bleef maandelijks verschijnen en kreeg in 2016 toch nog steun van het Vlaams Audiovisueel Fonds, tot het in oktober 2020 aankondigde dat er geen volgende editie meer kon verschijnen.